# Elżbieta Zimmermann
Elżbieta Maria Zimmermann (* 14. Dezember 1943 in Warschau; † 14. November 2007 in Dresden; geborene Holtorp) war eine polnische Germanistin, Mäzenin polnischer Kunst und Kultur und Förderin der deutsch-polnischen Aussöhnung.

## Leben und Wirken
Sie wurde 1943 während der deutschen Besetzung Warschaus geboren. Sie wuchs in Warschau und kurzzeitig in Berlin auf, wo sie Abitur machte. Sie studierte von 1963 bis 1967 Germanistik an der Universität Warschau u. a. bei Emil Adler und schloss das Studium mit einer Magisterarbeit über Das Menschenbild im Werk von Heinrich Böll ab.
Im Anschluss arbeitete sie für das Kultur- und Informationszentrum der DDR, wo sie 1969 den deutschen Komponisten Udo Zimmermann kennenlernte, den sie 1970 heiratete und mit dem sie bis zu ihrem Tod 2007 verheiratet blieb. Der Ehe entstammen zwei Söhne.
1970 siedelte sie nach Dresden um. Von 1972 bis 1982 arbeitete sie als Lektorin für die polnische Sprache an der Volkshochschule Dresden. Da sie ihren polnischen Sprachunterricht nicht allein als Sprachvermittlung, sondern vor allem als Vermittlung von polnischer Kultur und als Möglichkeit der Herstellung von neuen Brücken zwischen Polen und Deutschen verstand, wurde ihr nach Ausrufung des Kriegsrechts in Polen 1981 durch die DDR-Behörden die Ausübung ihrer Lektorentätigkeit untersagt, was sie veranlasste, sich aus dem Berufsleben zurückzuziehen und Zusammenkünfte mit Sprach- und Kulturinteressierten im privaten Raum zu organisieren.
1988 entstand auf ihr Betreiben hin in Dresden der Freundeskreis Polnische Sprache und Kultur. Diese Gründung wurde durch die DDR-Behörden genehmigt, nachdem zuvor ein Freundeskreis Französische Sprache und Kultur in Dresden gegründet werden konnte, unter der Maßgabe, dass der Freundeskreis Polnische Sprache und Kultur in den Kulturbund der DDR integriert wird. Der Freundeskreis organisierte unter Zimmermanns Leitung Treffen und Programmabende mit polnischen Künstlern, z. B. den Filmregisseuren Radosław Piwowarski und Krzysztof Zanussi sowie Schauspielern und Musikern.
Im Januar 1992 wurde im Dresdner Kraszewski-Museum die Deutsch-Polnische Gesellschaft Sachsen – Gesellschaft für sächsisch-polnische Zusammenarbeit e.V. gegründet, deren Gründungspräsidentin Zimmermann war. Die Gesellschaft entwickelte sich zu einem wesentlichen Förderer der deutsch-polnischen Aussöhnung in Sachsen und veranstaltete Studienreisen, Kulturaustausch- und Förderprogramme und engagierte sich im deutsch-polnischen Jugendaustausch. Auch persönlich engagierte sich Zimmermann in der deutsch-polnischen Aussöhnung und den Besonderheiten der sächsisch-polnischen Geschichte gewidmeten Projekten: So setzte sie sich u. a. für den Erhalt des Jakob-Böhme-Hauses in Zgorzelec ein. Sie war 1994 Mitbegründerin der polnischen Vereinigung Euroopera, die ihren Sitz im Jakob-Böhme-Haus hatte.
Zimmermann wirkte 1997 beim Zustandekommen der internationalen Ausstellung Unter einer Krone anlässlich des 300. Jahrestages der Personalunion Sachsen-Polen als Mitglied des internationalen Arbeitsausschusses mit, konzipierte und kuratierte unter anderem die Ausstellung Die Architektur von Warschau in der sächsischen Epoche und ihr weiteres Schicksal, die, als fotografische Wanderausstellung konzipiert, von 1997 bis 1999 in Dresden, Görlitz, Berlin, Leipzig und im September 1999, anlässlich des 60. Jahrestages des Überfalls Deutschlands auf Polen, im Warschauer Ujazdowski-Schloss gezeigt wurde.
2001 wurde die Deutsch-Polnische Gesellschaft Sachsen e.V. für ihr Wirken mit dem Deutsch-Polnischen Preis der Bundesrepublik Deutschland und der Republik Polen ausgezeichnet. Im selben Jahr legte Zimmermann ihr Amt als Präsidentin der Deutsch-Polnischen Gesellschaft nieder, da sie zusammen mit ihrem Mann ihren Lebens- und Wirkungsmittelpunkt nach Berlin verlegte. Die Deutsch-Polnische Gesellschaft Sachsen ernannte Zimmermann wegen ihrer Verdienste um die Gesellschaft im selben Jahr zur Ehrenpräsidentin. In Berlin eröffnete Zimmermann in ihrer Wilmersdorfer Wohnung auf der Nassauischen Straße die Wohngalerie Elzbieta Zimmermann, die sich der polnischen Gegenwartskunst widmete und im Jahr 2002 die Ausstellung MEBLARIUM 1 mit Werken des Bildhauers, Architekten und Designers Paweł Grunert zeigte.

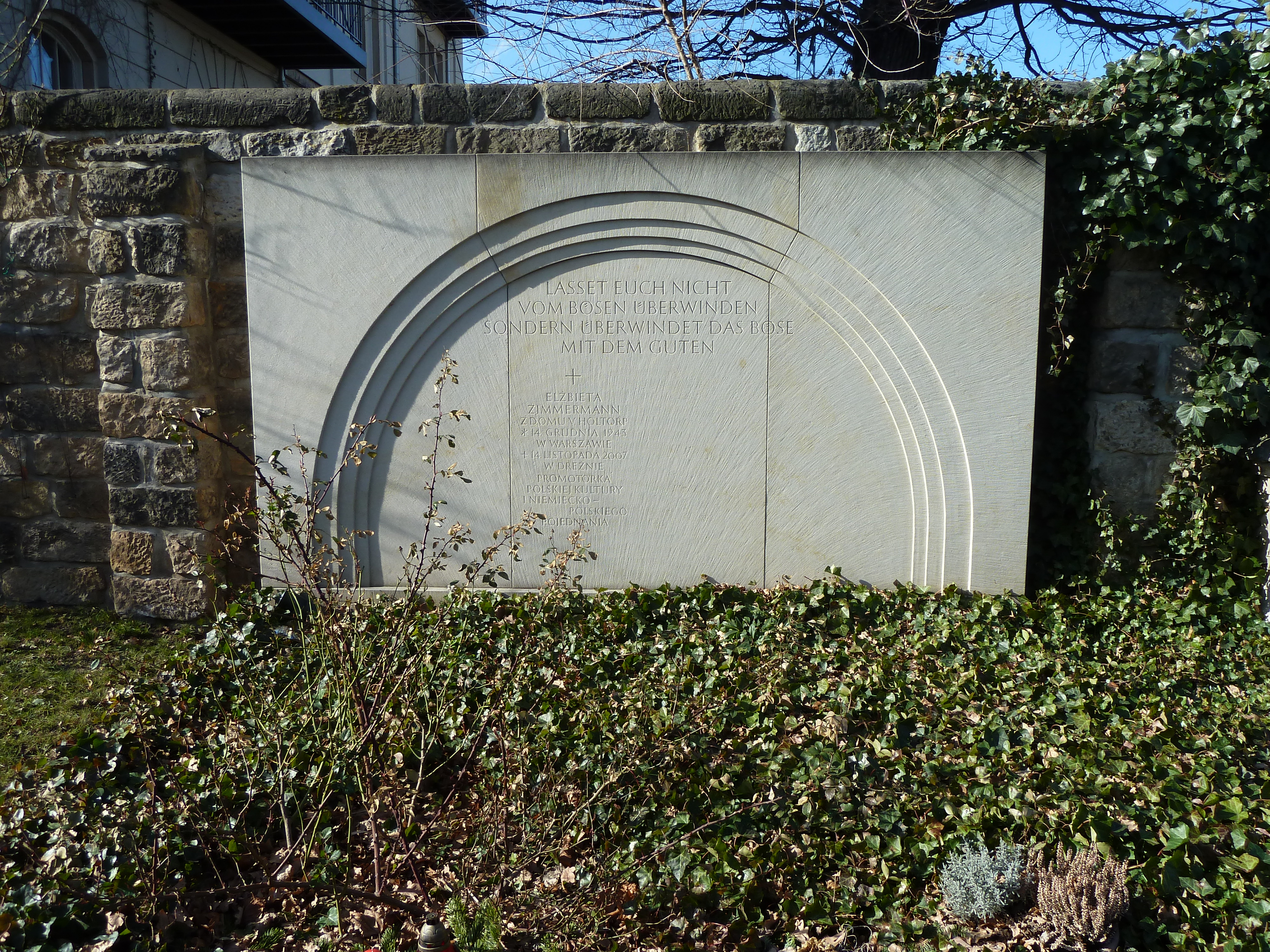
Grab von Elżbieta Zimmermann mit deutscher und polnischer Inschrift.

Ab Mitte 2003 verschlechterte sich ihr Gesundheitszustand, was sie zur Aufgabe der Galerie in Berlin und zur Aufgabe weiterer Ämter und Funktionen veranlasste. 2004 erkrankte sie an einem Krebsleiden. Im Dezember 2006 errichtete sie auf dem Soldatenfriedhof im brandenburgischen Neuburxdorf eine Gedenkstätte zu Ehren ihres Großvaters, einem am 14. Dezember 1941 im Stalag IV B Mühlberg/Elbe gefallenen polnischen Sanitätsoffizier.
Elżbieta Zimmermann starb am 14. November 2007 und wurde auf dem Alten Katholischen Friedhof in Dresden beigesetzt. Am 23. November 2007 wurde für sie in der Dresdner Kathedrale Sanctissimae Trinitatis (Katholische Hofkirche) ein Requiem von Bischof Joachim Reinelt zelebriert.

## Ehrungen
- 1997 – Ehrendiplom des Ministers des Auswärtigen der Republik Polen für Herausragende Verdienste um die Polnische Kultur in der Welt
- 2000 – Ehrenmedaille der Stadt Zgorzelec
- 2001 – Ernennung zur Ehrenpräsidentin der Deutsch-Polnischen Gesellschaft Sachsen
- 2002 – Ritterkreuz des Ordens Polonia Restituta der Republik Polen

## Nachrufe
- Peter Zacher: Gelebte deutsch-polnische Aussöhnung – ein Nachruf, in Sächsische Zeitung, 19. November 2007
- Nachruf in Ifodienst „Spotkanie“ der Deutsch-Polnischen Gesellschaft Berlin e. V. Dezember 2007, S. 8